# Reial Museu de Belles Arts d'Anvers
El Reial Museu de Belles Arts d'Anvers (en neerlandès, Koninklijk Museum voor Schone Kunsten Antwerpen), fundat el 1810, allotja una col·lecció de pintures, escultures i dibuixos que inclouen des del segle xiv fins al XX. Aquesta col·lecció és representativa de la producció artística i de l'entusiasme per l'art d'Anvers, Bèlgica i als Països Baixos, tant del Nord com del Sud, des del segle xv.

## Història
Existeixen dos nuclis amb què es va fonamentar el Museu d'Anvers. El primer s'origina amb la fundació de la Confraria de Sant Lluc (Sint Lucasgilde) el 1382, en la que pintors i escultors eren majoria. La ruïna comercial de Bruges a finals del segle xv, l'altre gran centre artístic i cultural, converteix a Anvers en «La Florència del Nord» el centre artístic més important dels Països Baixos.
El 1530 el saló de reunions de la confraria de Sant Lluc assumeix el nom de "Cambra dels Pintors" (Schilderscamer), on a poc a poc va anar conformant-se la col·lecció d'obres d'art que més tard seria base fundacional del Reial museu d'Anvers. Podem citar obres d'aquesta col·lecció com l'Autoretrat de Durer (donació de l'artista el 1520) o La Verge del Papagai de Rubens (donació de l'artista).
El 1663, a instàncies de l'artista flamenc David Teniers (1610-1690), es va crear al si de la Confraria de Sant Lluc l'Acadèmia de Belles Arts, compartint les dues les instal·lacions al pis de la borsa, les obres d'art van passar a ser part del patrimoni de l'Acadèmia. El 1773 l'emperadriu Maria Teresa decreta el final de la Confraria de Sant Lluc, però la Cambra de Pintors va continuar com a sala de reunions i celebracions.
L'altre nucli de la col·lecció neix a conseqüència de l'ocupació francesa de 1794 a 1796. El 1794 l'exèrcit republicà francès va remetre a París 63 obres d'art (entre elles 30 Rubens i 9 Van Dyck) confiscades a convents, a esglésies i a organismes estatals.
En els seus primers anys el museu que des de 1810 s'allotjava en un monestir abandonat de l'orde dels franciscans, comptava principalment amb obres de la segona meitat del segle xvi i del XVII. Durant l'any 1815 i després d'intenses gestions diplomàtiques van ser tornades 40 de les 63 obres decomissades pels francesos durant l'ocupació de 1794; 26 d'aquests quadres van trobar el seu lloc al monestir.
Un incendi el 1873 va posar en perill el museu i va convèncer les autoritats de l'Acadèmia i el municipi de la necessitat de mudar el museu a unes noves instal·lacions. L'agost de 1890, després de 17 anys d'intensos treballs al districte sud, s'inauguraren oficialment les actuals instal·lacions del nou museu. L'any 1895 el museu ja no depenia de l'Acadèmia i l'any 1927 passa a l'estat. El 1992, després de la reforma de l'estat, el museu s'integra com a institució a la Comunitat Flamenca.

## Directors
1. Willem Jacob Herreyns (1743-1827)
2. Mattheus Ignatius van Bree (1773-1839)
3. Gustave Wappers (1803-1874)
4. Jean Antoine Verschaeren (1803-1863)
5. Nicaise De Keyser (1813-1887)
6. Jozef Geefs (1808-1885)
7. Charles Verlat (1824-1890)
8. Albert De Vriendt (1843-1900)
9. Ferdinand de Braekeleer (1792-1883)
10. Pierre Koch (1843-1904)
11. Pol De Mont (1857-1931)
12. Paul Buschmann (1877-1924)
13. Arthur Henry Cornette (1880-1945)
14. Ary J.J.Delen (1883-1960)
15. Walther Vanbeselaere (1908-1988)
16. Gilberte Gepts (1917-1981)
17. Leo Wuyts (1931)
18. Lydia M.A. Schoonbaert (1930)
19. Erik Vandamme (1948)
20. Paul Huvenne (1949)

## Col·lecció

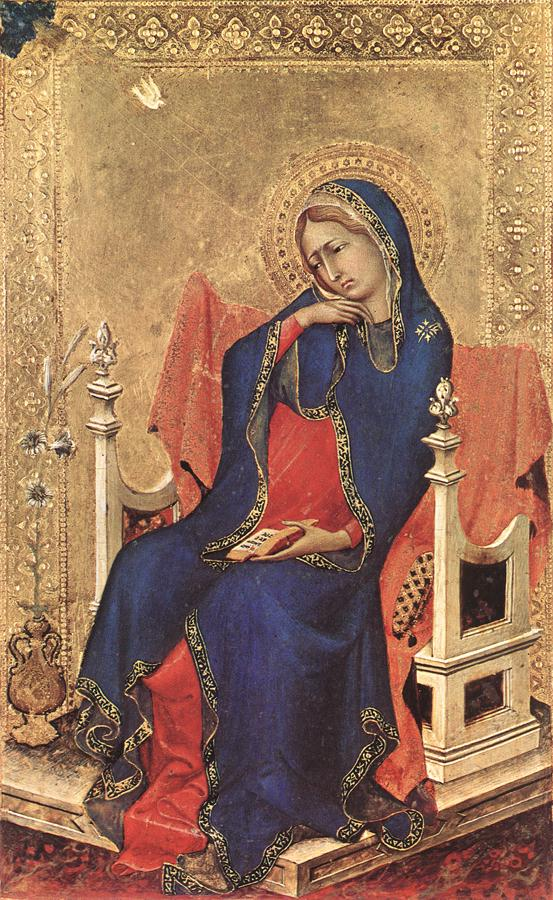
Una part del Díptic de l'Anunciació de Simone Martini.

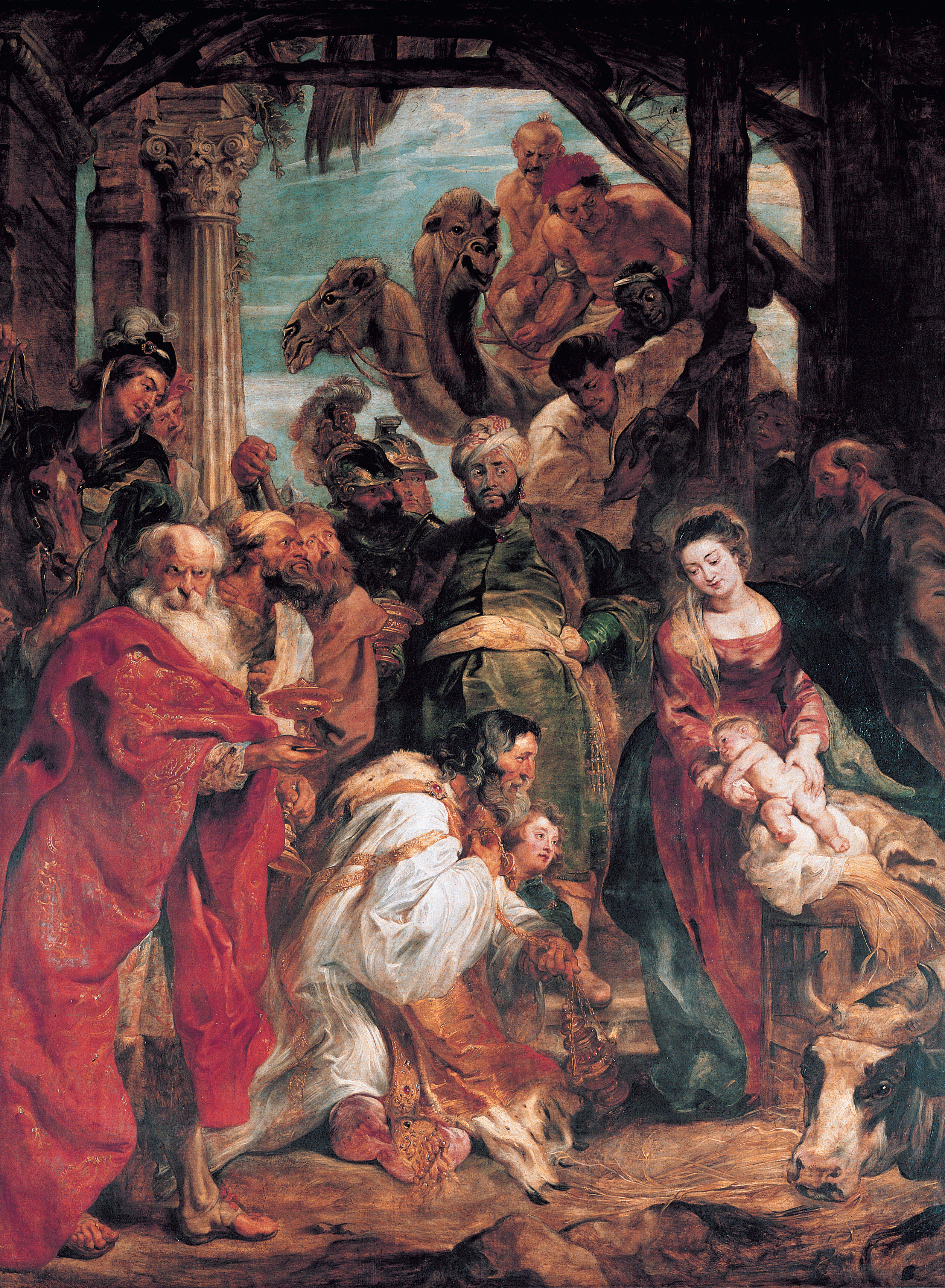
L'adoració dels Reis de Rubens.

A la planta superior es mostra els Primitius flamencs (Vlaamse Primitieven) : Jan van Eyck, Rogier van der Weyden, Dirk Bouts i Hans Memling. De l'època renaixentista s'exposen obres de Quentin Matsys, Joachim Patinir, Frans Floris i Marten de Vos i del barroc obres de Peter Paul Rubens, Anton van Dyck i Jacob Jordaens. Entre els autors del segle xix poden citar-se a Nicaise de Keyser, Hendrik Leys, Henri de Braekeleer i James Ensor. La representació dels mestres no flamencs és escassa exposant-se obres de Jean Fouquet, Simone Martini i Frans Hals. La primera planta acull les obres de segle XX d'autors com Rik Wouters, Constant Permeke i René Magritte.

### Segle XIV
- Simone Martini: Díptic de l'Anunciació

### Segle XV
- Jean Fouquet: Díptic de Melun
- Jan van Eyck: La Verge de la font (h. 1439)

### Segle XVI
- Marten de Vos
- Joachim Patinir
- Quentin Matsys
- Frans Floris de Vriendt
- Joaquin Beuckelaert: El Fill Pròdig (h. 1570)

### Seglexvii
- Frans Hals
- Jan Brueghel el Vell
- Anton van Dyck
- Jacob Jordaens
- Peter Paul Rubens: L'adoració dels Reis (1626- 1629)
- Theodoor Rombouts

### Seglexix
- Auguste Rodin
- James Ensor
- Henry van de Velde

### Segle XX
- Jacob Smits
- Rik Wouters
- Gustave Van de Woestyne
- Pierre Alechinsky